# 永利地產發展
永利地產發展有限公司，簡稱永利地產發展（英語：Wing Lee Property Investments Limited，港交所：0864），於1989年（碧豪發展有限公司成立年份）由永利控股有限公司（美加醫學科技有限公司前身）分拆一家主要經營香港房地產行業。
根據資料，永利控股將分派永利地產股份予股東，每股永利控股獲分派1股永利地產，只在2013年3月19日於港交所主板作為介紹形式上市。
主席為周彩花。總部位於香港九龍觀塘敬業街55號皇廷廣場9樓E室。

## 連結
- WingLeeProperties.com （页面存档备份，存于）